# Hélène Brion
Pour les articles homonymes, voir Brion.
Hélène Brion, née le 27 janvier 1882 à Clermont-Ferrand et morte le 31 août 1962 à Ennery, est une institutrice, militante féministe et pacifiste, syndicaliste, auteure de La Voie féministe.

## Biographie
Hélène Brion, de son nom complet Hélène Rose Louise Brion, naît à Clermont-Ferrand le 27 janvier 1882 d'un clerc avoué devenu officier. En 1892, ses parents divorcent et elle est recueillie par sa grand-mère paternelle à Authe dans les Ardennes. À 12 ans, en 1894,[réf. souhaitée] elle entre à l'école primaire supérieure de jeunes filles Sophie-Germain à Paris et obtient le brevet supérieur en 1900.[réf. souhaitée] Sa mère décède en 1900 et son père peu après, en 1902.
En 1905, elle devient institutrice en école maternelle dans le département de la Seine. Elle s'inscrit au syndicat des instituteurs et des institutrices ainsi qu'à la SFIO. Elle s'engage aussi dans de nombreuses organisations féministes : Le Suffrage des femmes, l’Union fraternelle des Femmes, la Fédération féminine universitaire, la Ligue pour le droit des femmes, l’Union française pour le suffrage des femmes, la Ligue nationale du vote. Elle milite pour que les droits de la femme tant au travail qu'à la maison soient reconnus. À cette époque en effet, une femme ne dispose d'aucun droit politique, ne peut pas être la tutrice de ses propres enfants, et est sous-payée dans le monde du travail.
En 1911, Hélène Brion est titularisée à l'école maternelle de la rue Candale à Pantin. En 1912, elle est élue au comité confédéral de la fédération des instituteurs de la CGT, dont elle devient la secrétaire adjointe en 1914. La guerre et la mobilisation réduisant la taille du bureau, Hélène Brion en devient secrétaire générale par intérim. En 1915, un fort courant pacifiste nait au sein de la CGT, courant dont Hélène Brion devient la porte-parole, alors qu'elle était auparavant favorable à la guerre du droit et de la justice. Elle adhère à la section française du Comité international des femmes pour la paix permanente, présidée par Gabrielle Duchêne. Empêchée par la police française, elle ne peut pas se rendre à la conférence pacifiste de 1915 à Zimmerwald, ni à celle de Kiental, mais elle correspond par lettres sur ce sujet. Celles-ci, interceptées par la police, serviront au dossier d'accusation monté contre elle à la fin de la guerre. Elle publie aussi des manifestes pacifistes et envoie le 23 octobre 1916 une lettre au Comité pour la reprise des relations internationales, comité pacifiste dirigé par Alphonse Merrheim, dont elle est membre.

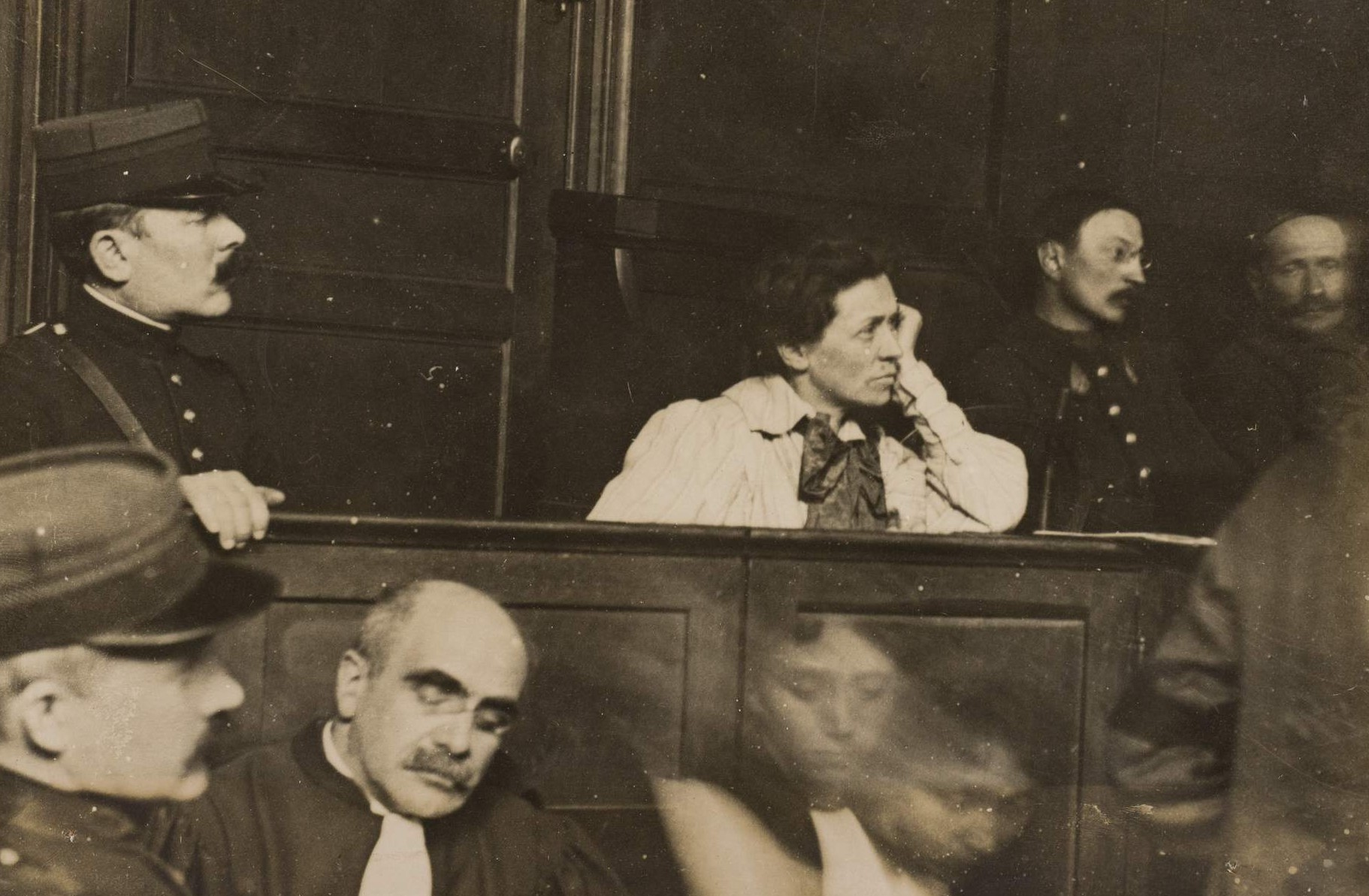
Hélène Brion devant le Conseil de guerre, en 1918.

En 1917, la pression augmente. Le 26 juillet 1917 son appartement est perquisitionné et le 27 juillet elle est suspendue par son ministère de tutelle, sans traitement. En novembre 1917, peu de temps après l'arrivée de Clemenceau comme président du conseil, elle est arrêtée pour propagande défaitiste et envoyée à la prison des femmes de Saint-Lazare. Elle subit une campagne de salissage de la part des journaux de l'époque (le Matin, Le Petit Parisien, l'Écho de Paris et l'Homme libre[réf. souhaitée]). On la juge anormale, car elle porte des vêtements masculins, aurait correspondu avec des soldats, avec des fabricants de munitions, avec des prisonniers allemands, aurait caché des personnes bizarres, aurait visité la Russie et se serait rendue à la conférence de Zimmerwald. On l'accuse d'être anarchiste, d'être une partisane du Bonnet rouge. Le Petit Parisien la soupçonne d'avoir reçu de l'argent d'Allemagne pour organiser sa campagne pacifiste. Accusée de trahison et de faire du pacifisme sous couvert de féminisme, Hélène Brion se défend :
« L'accusation prétend que sous prétexte de féminisme, je fais du pacifisme. Elle déforme ma propagande pour les besoins de sa cause : j'affirme que c'est le contraire (...) Je suis ennemie de la guerre parce que féministe, la guerre est le triomphe de la force brutale, le féminisme ne peut triompher que par la force morale et la valeur intellectuelle. Il y a antinomie entre les deux (...) »
Les quelques correspondances disponibles en archives laissent penser que la vie privée d'Hélène Brion ait pu être axée sur des amours lesbiennes, comme avec Henriette Izambard, qui prête son appartement à Hélène Brion pour des réunions interdites et qui la remplace comme secrétaire fédérale, ou comme avec des militantes rencontrées lors de son voyage en Russie.
Elle comparaît devant le Conseil de guerre du 25 au 31 mars 1918. Elle y plaide principalement la cause du féminisme, faisant remarquer que, privée de droit politique, elle ne peut être poursuivie pour un délit politique, et axe sa défense sur les droits qui sont niés aux femmes. Elle déclare notamment :
«  Je comparais ici comme inculpée d’un délit politique. Or je suis dépouillée de tous droits politiques. La loi devrait être logique et ignorer mon existence lorsqu’il s’agit de sanctions autant qu’elle l’ignore lorsqu’il s’agit de droits. Je proteste contre son illogisme »
Défendue par l'avocate Agathe Dyvrande-Thévenin, elle est soutenue par des témoins de moralité, Jean Longuet, Jeanne Mélin, Marguerite Durand et la journaliste Séverine, qui vont faire de ce procès l'apologie du pacifisme et du féminisme.

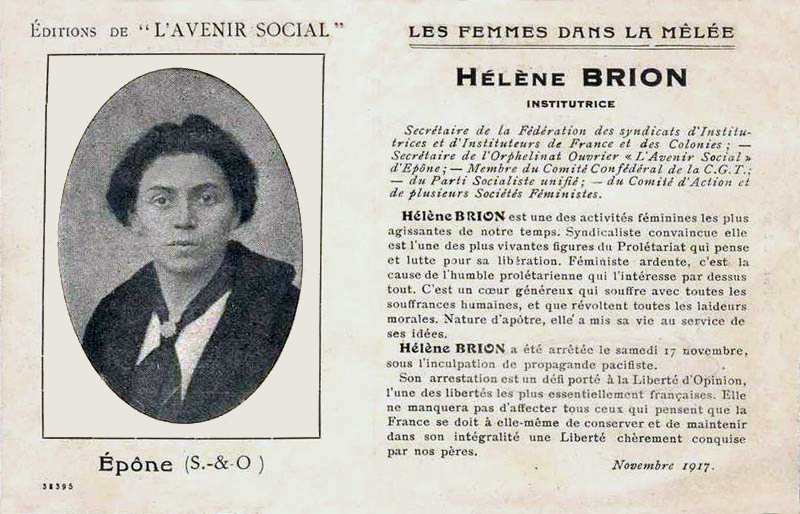
Notule hagiographique sur Hélène Brion.

Elle est condamnée à trois ans de prison avec sursis et est révoquée de l'enseignement, avec effet au 17 novembre 1917. Elle ne sera réintégrée que sept ans plus tard (en janvier 1925) sous le gouvernement du cartel des gauches.

« Femme, ose être ! »

— Félix Pécaut
Après la guerre, Hélène Brion s'éloigne du mouvement syndical et s'occupe d'un orphelinat ouvrier. Elle abandonne son poste de secrétaire générale de la FNSI. De février 1919 à octobre 1921, elle publie la revue La Lutte féministe, « organe unique et rigoureusement indépendant du féminisme intégral ». En février 1920, elle fonde, avec Maurice Foulon, l'université populaire de Pantin. Attirée par le communisme, elle effectue plusieurs voyages en Russie dans les années 1920-1922 et adhère au nouveau Parti communiste dès le congrès de Tours de 1920. Elle participe ensuite au mouvement d'opposition à la bolchévisation, et quitte le PC au milieu des années 1920. Elle est alors proche de la revue La Révolution prolétarienne.
En janvier 1925, elle est réintégrée dans ses fonctions d'institutrice à l'école maternelle de la rue Candale à Pantin. Elle y exercera jusqu'au début de la Seconde Guerre mondiale. Pendant la Guerre, elle héberge son cousin René Cholet dans les Ardennes.
Après la guerre, elle continue ses activités féministes. C'est aussi une adepte du spiritisme. Elle meurt le 31 août 1962 à Ennery (Val-d'Oise). Enterrée dans le carré des indigents, sa dépouille est ensuite transportée dans un caveau trentenaire, payé par René Cholet, qui est également chargé de la concrétisation de son testament : il dépose une partie de ses archives à la bibliothèque Marguerite-Durand et à l'Institut français d'histoire sociale.
Durant toute sa vie, elle travaille à une Grande Encyclopédie féministe, dans laquelle elle avait le projet de regrouper des notices biographiques sur toutes les femmes qu'elle jugeait exemplaires, que ce soit pour leurs activités littéraires, scientifiques ou artistiques, ou leur présence dans des faits divers. Les sept volumes de cette encyclopédie — toujours inédite — sont consultables à la bibliothèque Marguerite-Durand, dans le 13e arrondissement de Paris (fonds Hélène Brion).

## Postérité

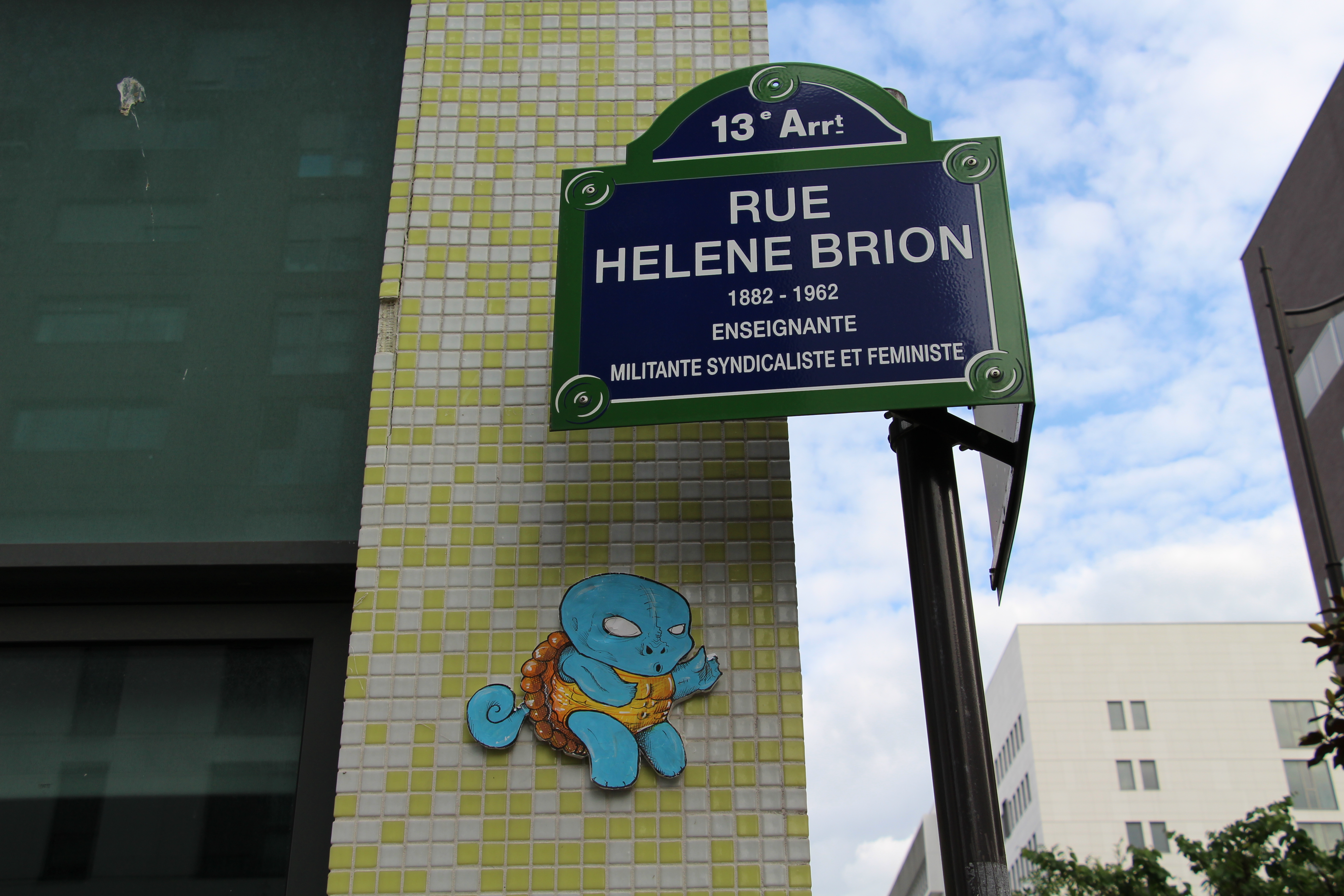
Rue baptisée en l'honneur de Hélène Brion à Paris.

Une rue du 13e arrondissement de Paris porte son nom depuis le 14 novembre 2005, ainsi qu'un mail à Pantin, au bord du canal,.

## Œuvres
- Déclaration lue au premier conseil de guerre le 29 mars 1918 (Germinal, an 126 de la liberté et de l'égalité françaises), Courbevoie, Société ouvrière d'imprimerie, 1918 (OCLC 40127300)
- La Voie féministe. Les partis d'avant-garde et le féminisme, L'Avenir social, 1918 (OCLC 493288476), réédité à Paris, par Syros, en 1978 (OCLC 417600156)
- Texte d'Hélène Brion dans La Voie féministe, 1er novembre 1918, sur le site de Marie-Victoire Louis
- Sur le site www.jaures.eu, plusieurs textes d'Hélène Brion, dont sa déclaration, en 1918, devant le Conseil de Guerre. et son Adresse féministe au Comité pour la reprise des relations internationales, en 1916

## Archives
Les papiers personnels d'Hélène Brion sont conservés aux Archives nationales, site de Pierrefitte-sur-Seine, sous la cote 14AS/183 (cf. inventaire du fonds).